# Neillia uekii
Neillia uekii là loài thực vật có hoa trong họ Hoa hồng. Loài này được Nakai mô tả khoa học đầu tiên năm 1912.